# 張旭東 (清朝)
張旭東，直隸省永平府盧龍縣人，清朝政治人物。同進士出身。
光緒二年（1876年），參加丙子恩科會試，得貢士。殿試登進士3甲第97名。同年五月（6月3日），經吏部掣簽，授即用知縣。